# Eric John Akin
Eric John Akin (ur. 24 lutego 1971) – amerykański zapaśnik w stylu wolnym. Zajął szesnaste miejsce na mistrzostwach świata w 1999. Brązowy medalista igrzysk panamerykańskich w 1999. Złoty medal na mistrzostwach panamerykańskich w 1994. Drugi w Pucharze Świata w 2000 roku. Zawodnik Iowa State University.